# Parachrysocharis anomalococci
Parachrysocharis anomalococci är en stekelart som först beskrevs av Muhammad Sharif Khan och Shafee 1980.  Parachrysocharis anomalococci ingår i släktet Parachrysocharis och familjen finglanssteklar. Inga underarter finns listade i Catalogue of Life.